# ブーゲンビル (護衛空母)
ブーゲンビル (USS Bougainville, CVE-100) は、アメリカ海軍の護衛空母。カサブランカ級航空母艦の46番艦。艦名はブーゲンビル島の戦いに因んで命名された。同名の軍艦としては初代にあたる。

## 艦歴
「ブーゲンビル」は1944年5月16日にワシントン州バンクーバーのカイザー造船所で、サリー・A・モンフォール夫人によって進水し、1944年6月18日に海軍に引き渡されC. A. ボンド艦長の指揮下で就役した。
1944年7月25日に「ブーゲンビル」はサンディエゴを出航し、8月1日に真珠湾で太平洋艦隊空母輸送艦隊と合流する。同年の残りはマーシャル諸島、アドミラルティ諸島、マリアナ諸島へ航空機を運搬し、12月22日にサンディエゴに帰還、信頼性試験を1945年1月7日まで行う。
1945年2月8日に「ブーゲンビル」はエニウェトク環礁で第8支援艦隊に合流し、続く6ヶ月にわたって西太平洋で第58任務部隊（マーク・ミッチャー中将）及び第38任務部隊（ジョン・S・マケイン・シニア中将）隷下の任務群に対して補給を行う。「ブーゲンビル」はこれらの任務群と巡航し、補給の航空機及びパイロット、整備兵をより大きな空母に送り届けた。1945年2月から3月にかけては第50.8任務群と共に硫黄島の戦いに参加する。その後6月まで、沖縄戦に参加している第5艦隊（レイモンド・スプルーアンス大将）および第3艦隊（ウィリアム・ハルゼー大将）の艦艇に対して重要な後方支援を行った。8月にサンディエゴで短期の有効性試験を行った後、「ブーゲンビル」は真珠湾へ戻る。8月後半は真珠湾からマーシャル諸島、マリアナ諸島へ航空機を運搬した。
9月に「ブーゲンビル」は沖縄島に向かい、その後10月6日に航空機と占領任務に当たる兵員をいくつかの中国の港に輸送した。10月19日に再び沖縄本島に寄港し、翌日サンディエゴに向けて出航する。サンディエゴで11月28日までドック入りし、その後真珠湾とエニウェトクへ最後の航海を行う。1946年1月12日にサンディエゴに帰還すると、不活性化のため第19艦隊入りする。「ブーゲンビル」は1月19日にサンディエゴを出港しワシントン州ポートエンジェルス経由でタコマに向かう。タコマで1946年11月3日に退役する。その後1955年6月16日にCVU-100（雑役空母）に艦種変更され、1960年5月1日に除籍されて同年8月29日に売却、最終的に横須賀まで曳航されてスクラップにされた。スクラップ後の鉄クズには1億6千8百万円（当時）の値がついた。
「ブーゲンビル」は第二次世界大戦の戦功で2個の従軍星章を受章した。